# 尧龙山镇
尧龙山镇，是中华人民共和国贵州省遵义市桐梓县下辖的一个乡镇级行政单位。
2012年，贵州省人民政府批复同意撤销天坪乡，设置尧龙山镇。

## 行政区划
尧龙山镇下辖以下地区：
金山村、刘家山村、小水村、凤凰村、沿岩村、酒店垭村、安宁村、大面坡村、怀国寺村、箭头村和水辽村。